# Beilschmiedia berteroana
Beilschmiedia berteroana conocido comúnmente como belloto del sur, es un árbol endémico de Chile perteneciente a la familia Lauraceae. Es uno de los árboles más amenazados de Chile, y además monumento natural desde 1995.

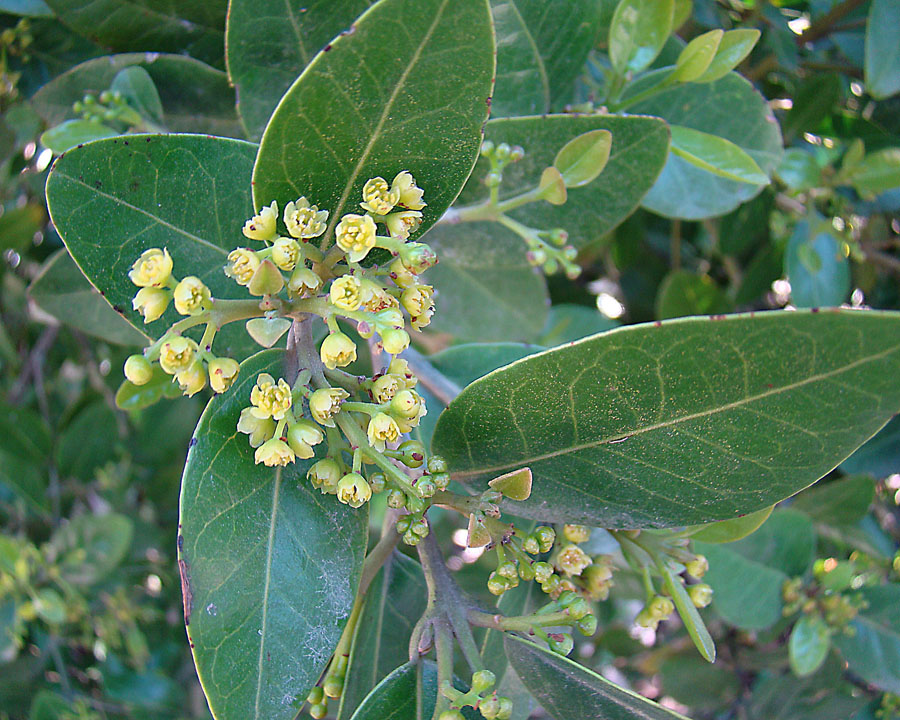
Inflorescencia

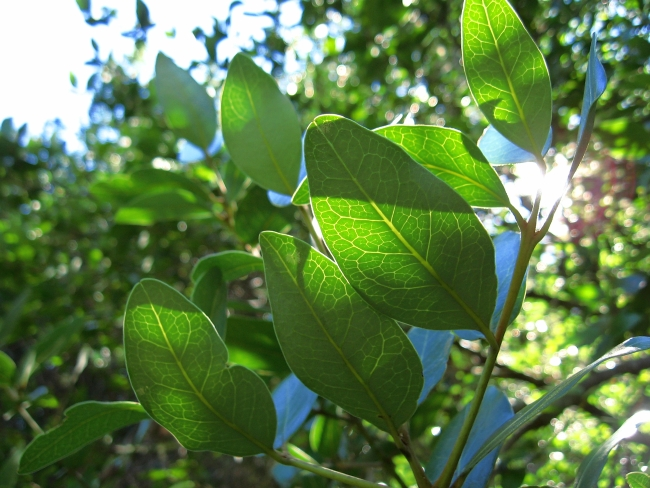
Hojas

## Descripción
Es un árbol de hojas perennes, crece hasta 15 m de altura y su tronco puede llegar a medir 60 cm de diámetro. 
Sus flores hermafroditas son verdoso-amarillentas y florecen entre septiembre y noviembre. 
Presenta una fructificación abundante, produciendo frutos de tamaño similar a una pelota de ping pong de color verde a verde amarillento al madurar, los cuales presentan una pulpa mucilagenosa comestible y de sabor dulce; sus frutos maduran entre marzo y abril.

## Distribución
Esta especie es un endemismo de la flora de chile. Solo existe y se distribuye en 8 sub-poblaciones entre las provincias de Melipilla y Ñuble, en un rango de altitudes de entre los 60 m s. n. m. a los 1800 m s. n. m. Las sub-poblaciones se encuentran en la depresión intermedia y cordillera de los Andes, y solo existe una sub-población en la cordillera de la Costa en la Reserva Nacional Roblería del Cobre de Loncha. Sin embargo esta especie ha sido plantada en Chile también más al sur de su zona de distribución natural, encontrándose algunos especímenes creciendo hasta la Región de los Lagos. El árbol igualmente se ha aclimatado en España, pero aún es muy raro de encontrar.

## Conservación
Hay evidencias que en la prehistoria sus semillas eran consumidas y dispersadas por la megafauna hoy extinta.
Actualmente se estima que su población total está formada por menos de 2.000 árboles adultos. En el pasado pudo tener una distribución mucho mayor, pero su población se ha visto muy reducida debido a la destrucción de bosque nativo de la Zona central de Chile. Las zonas en donde se encuentra protegido son la Reserva Nacional Los Bellotos del Melado y la Reserva Nacional Roblería del Cobre de Loncha. Otra sub-población protegida se encuentra cerca de Bulnes, cuenta con menos de 30 individuos y está protegida por su propietario con un convenio con la Universidad Austral de Chile. Crece hasta los 1.800 m sobre el nivel del mar, por ende se adapta bien al frío.

## Cultivo
Las semillas se pueden recolectar entre febrero y marzo, antes de plantarlas se debe remover la pulpa y sembrarla preferentemente en un invernadero, siempre dejando parte de la semilla visible (30% a 40%). Su porcentaje de germinación es del 80% y tardan alrededor de 4 meses en hacerlo. Las plantas jóvenes deben ser protegidas del sol y las heladas de invierno y primavera, aunque destaca por ser más resistente a las bajas temperaturas en comparación al Belloto del norte; pudiendo el Belloto del sur cultivarse más al sur de su zona endémica, hasta la región de los Lagos; equivalente a la zona de rusticidad 9b.

## Usos

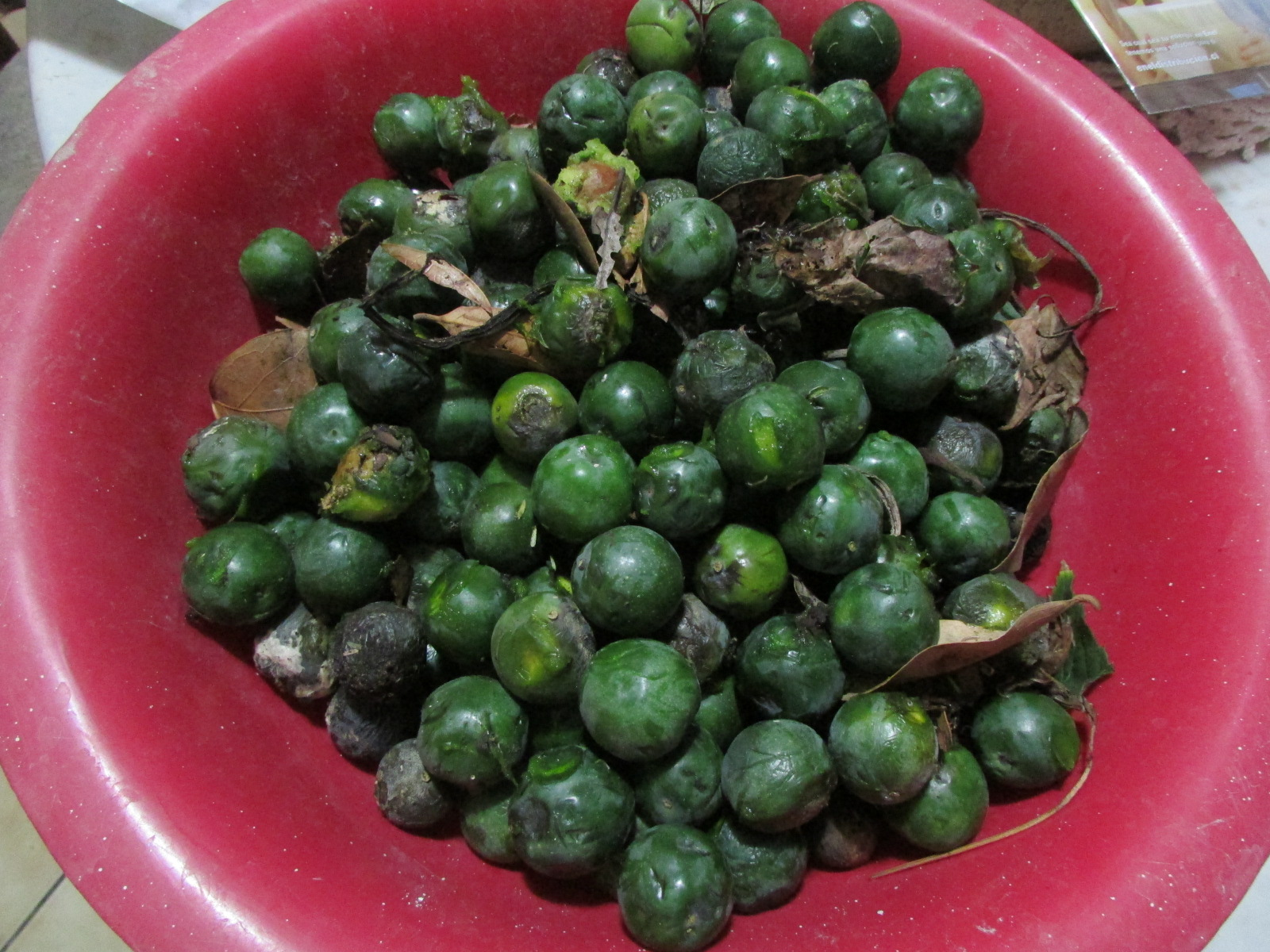
frutos de belloto del sur.

Fruto comestible, pulpa de sabor dulce; de consumo local.
El árbol es utilizado como planta ornamental en Chile. En el hemisferio sur florece en julio y agosto.
Las flores son, para las abejas europeas, fuente para la creación de una miel deliciosa; por lo que tiene un uso como flora apícola.
La madera es muy hermosa y dura. 
La corteza de 'B. berteroana' era usada para curtir cuero.

## Taxonomía
Beilschmiedia berteroana fue descrito por ((Gay) Kosterm.)) y publicado en Recueil des Travaux Botaniques Néerlandais 35:858. 1938.
Berteroana hace alusión al Botánico piamontés Carlo Bertero, el cual fue su primer colector. En el cerro la Leona, próximo a Rancagua.
Sinonimia
- Adenostemum nitidum Bertero
- Bellota nitida Phil.
- Bellota pauciflora Phil.
- Boldu nitidum (Phil.) Meisn.
- Cryptocarya berteroana Gay
- Cryptocarya nitida (Phil.) Phil.[5]